# Шарлотт (округ, Виргиния)
Округ Шарлотт (англ. Charlotte County) располагается в США, в штате Виргиния. По состоянию на 2010 год, численность населения составляла 12 586 человек. Получил своё название в честь британской принцессы Шарлотты Мекленбург.

## География
По данным Бюро переписи США, общая площадь округа равняется 1240 км², из которых 1230 км² суша и 5,7 км² или 0,5 % это водоёмы.

### Соседние округа
- Принс-Эдуард (Виргиния) — север
- Луненберг (Виргиния) — восток
- Мекленберг (Виргиния) — юго-восток
- Галифакс (Виргиния) — юго-запад
- Кэмпбелл (Виргиния) — запад
- Аппоматтокс (Виргиния) — северо-запад

## Демография
По данным переписи населения 2000 года в округе проживает 12 472 жителей в составе 4 951 домашних хозяйств и 3 435 семей. Плотность населения составляет 10 человек на км². На территории округа насчитывается 5 734 жилых строений, при плотности застройки 5 строений на км². Расовый состав населения: белые — 65,51 %, афроамериканцы — 32,89 %, коренные американцы (индейцы) — 0,14 %, азиаты — 0,16 %, представители других рас — 0,70 %, представители двух или более рас — 0,59 %. Испаноязычные составляли 1,65 % населения независимо от расы.
В составе 28,10 % из общего числа домашних хозяйств проживают дети в возрасте до 18 лет, 52,50 % домашних хозяйств представляют собой супружеские пары проживающие вместе, 13,00 % домашних хозяйств представляют собой одиноких женщин без супруга, 30,60 % домашних хозяйств не имеют отношения к семьям, 27,40 % домашних хозяйств состоят из одного человека, 13,30 % домашних хозяйств состоят из престарелых (65 лет и старше), проживающих в одиночестве. Средний размер домашнего хозяйства составляет 2,47 человека, и средний размер семьи 3,00 человека.
Возрастной состав округа: 24,30 % моложе 18 лет, 7,20 % от 18 до 24, 26,20 % от 25 до 44, 24,80 % от 45 до 64 и 17,50 % от 65 и старше. Средний возраст жителя округа 40 лет. На каждые 100 женщин приходится 92,00 мужчин. На каждые 100 женщин старше 18 лет приходится 90,70 мужчин.
Средний доход на домохозяйство в округе составлял 28 929 USD, на семью — 34 830 USD. Среднестатистический заработок мужчины был 26 918 USD против 20 307 USD для женщины. Доход на душу населения составлял 14 717 USD. Около 12,70 % семей и 18,10 % общего населения находились ниже черты бедности, в том числе — 22,10 % молодежи (тех, кому ещё не исполнилось 18 лет) и 20,80 % тех, кому было уже больше 65 лет.